# ケーレス (ミサイル)
ケーレス (Keres)は、イスラエル空軍の依頼によりアメリカ合衆国のジェネラル・ダイナミクスで1980年頃に開発され、イスラエル空軍で運用された自走式ミサイルランチャーである。
ケーレスは、AMゼネラル製M809 5tトラックの車体に、ジェネラル・ダイナミクス製のAGM-78 スタンダード対レーダーミサイルのイスラエル向け廉価版である"パープルパンチ" (Purple Punch) の3連装ランチャーを搭載した車両で、1973年の第四次中東戦争の戦訓に基づいて開発され、1982年のガリラヤの平和作戦で運用された。
名称の"ケーレス"は、ヘブライ語で"フック" (鉤)を意味する語である。

## 概要
1973年の第四次中東戦争の緒戦において、イスラエル空軍はシリア軍、エジプト軍に配備されたソ連製の地対空ミサイルシステムにより多数の航空機を失った。その後イスラエル空軍はアメリカ合衆国からAGM-45 シュライク 対レーダーミサイルの供与を受けこれらに対抗したが、AGM-45は空中発射の必要があり、発射する攻撃機自身が敵の攻撃の危険にさらされるのは避けられなかった。
イスラエル軍はこの問題に対応するため、1970年代中頃にAGM-45を地上発射可能な自走式発射車両としてキルションを開発した。キルションはスーパーシャーマンの車体にAGM-45の単装式ランチャーを搭載した車両で、搭載されるAGM-45には地上からの飛翔を可能にし更に射程を延伸するために大型のロケットブースターを装着していた。
しかしながら、AGM-45には元々の射程が不十分なこと、また1発あたりの破壊力もあまり高くないという問題があった。このため開発元のアメリカ合衆国では、既に後継機種(上位機種）に相当するAGM-78 スタンダード 対レーダーミサイルの開発が行われ、実用化されていた。
アメリカ合衆国は1975年にAGM-78の導入をイスラエルに持ちかけたが、導入には搭載するF-4戦闘機の電子システムを"ワイルド・ウィーゼル"仕様対応に改修する必要を伴うなど非常に高いコストがかかることからイスラエルは難色を示し、最終的に"パープルパンチ" (Purple Punch、ヘブライ語ではEgrof Segoal、紫の拳、の意味)と名づけられたイスラエル空軍向け廉価版AGM-78の導入が行われることとなった。パープルパンチは外見はAGM-78と同様であったが内部のシステムは簡略化されており、イスラエル空軍のF-4Eおよび、キルションのような車両などからの地上発射も可能なものとなっていた。
イスラエル空軍はパープルパンチの地上発射車両の開発についても、AGM-78およびパープルパンチの開発元であるアメリカのジェネラル・ダイナミクスに依頼した。当初、キルションと同様にスーパーシャーマンの車体を用いる計画であったが、キルション開発時からさらに数年が経過し老朽化したスーパーシャーマン系列の退役が始められていたことにより、車体にはM809 5tトラックが使用された。
このようにして完成した車両はケーレスと名づけられ、1982年にキルションと同じイスラエル空軍第153大隊に配備された。ケーレスのミサイル発射機はパトリオットミサイル発射機のようなコンテナ収納式になり、また3連装となっていた。
1982年のガリラヤの平和作戦 (レバノン侵攻)の際、北部のベッカー高原に展開していたシリア軍の地対空ミサイルサイトへの攻撃作戦であるモール・クリケット19作戦にキルションおよびケーレスを擁する第153大隊が実戦投入され、戦果を挙げたとされている。
先に開発されていたキルションは1980年代に退役したが、ケーレスは採用後約20年にわたって運用が続けられ、1990年代末頃に退役した。第153大隊は編成当初はパルマヒム空軍基地を拠点とし、後にラマト・ダヴィド空軍基地に移動したが、ケーレスの退役に伴い解散した。現在は、レーダー波を探知し発射源に突入して自爆攻撃を行う無人航空機、IAI ハーピーがキルションやケーレスの任務を担っている。
現在、イスラエル南部地区のハツェリム空軍基地に併設されているイスラエル空軍博物館にケーレスが展示されているが、この展示車両の車台は本来のM809 5tトラックではなくM35 2.5tトラックとなっている。